# Carl Sargeant
Ne doit pas être confondu avec Carl Sargent.
Pour les articles homonymes, voir Sargeant.
Carl Sargeant est un homme politique gallois né en 1968 à St Asaph et mort le 7 novembre 2017 à Connah's Quay. Membre du Parti travailliste gallois, il est membre de l'Assemblée nationale du pays de Galles de 2003 à sa mort et occupe plusieurs postes successifs dans les gouvernements de Rhodri Morgan et Carwyn Jones.
Il est suspendu du Parti travailliste et renvoyé du gouvernement le 3 novembre 2017 à la suite d'accusations concernant son comportement. Quatre jours plus tard, il est retrouvé mort à son domicile. L'enquête du coroner conclut à un suicide par pendaison. Son fils Jack remporte l'élection partielle organisée en février 2018 pour désigner son remplaçant à l'Assemblée.

## Biographie

### Origines
Carl Sargeant est né en 1968 à St Asaph et réside toute sa vie à Connah's Quay, dans le Flintshire. Dans les années 1980, il est témoin des conséquences de la désindustrialisation dans les Galles du Nord, avec notamment la fermeture des aciéries de Shotton qui fait monter le taux de chômage local à 30 %. Il s'engage dès lors dans la lutte contre les violences familiales et rejoint la White Ribbon Campaign. Il soutient également l'association locale Domestic Abuse Safety Unit, basée à Shotton.
Avant d'entrer en politique, il travaille comme auditeur qualité et pompier volontaire dans l'usine de produits chimiques de Warwick International Limited à Mostyn. Passionné de football, Sargeant supporte le club anglais de Newcastle United. Il est également président de l'équipe professionnelle de sa ville, les Connah's Quay Nomads.

### Carrière politique
Carl Sargeant fait ses débuts dans la sphère politique en tant que conseiller municipal de Connah's Quay. Tom Middlehurst (en), député de la circonscription d'Alyn and Deeside (où se trouve Connah's Quay), ayant choisi de ne pas se représenter aux élections de l'Assemblée nationale du pays de Galles de 2003, Sargeant est sélectionné comme candidat par le Parti travailliste gallois. Il remporte cette élection avec 46,7 % des suffrages exprimés. Réélu en 2007, il est nommé whip en chef par le Premier ministre Rhodri Morgan. Il entre au gouvernement en décembre 2009 en recevant le portefeuille de la Justice sociale et du Gouvernement local.

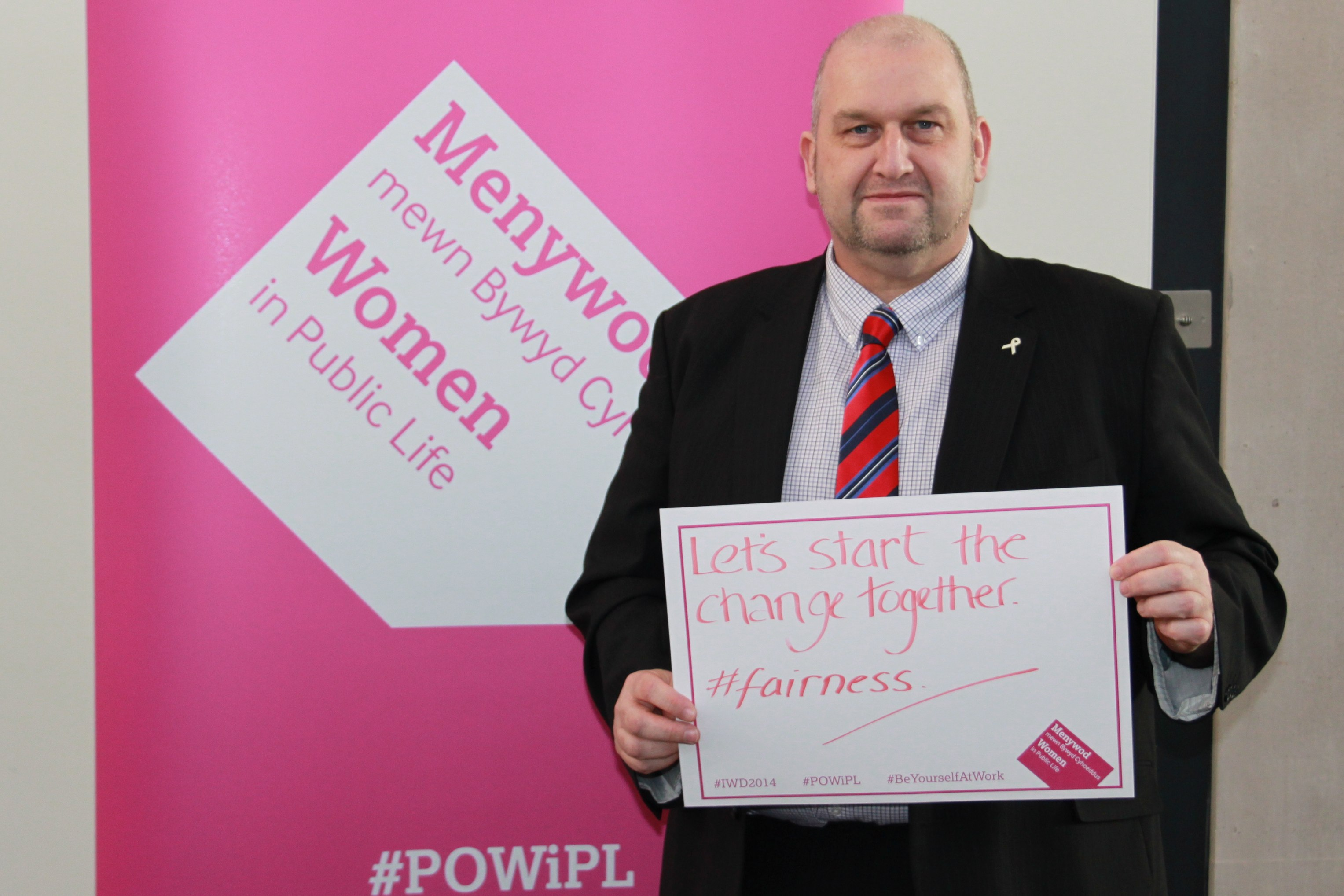
Carl Sargeant en 2014.

Après sa troisième victoire électorale, en 2011, Sargeant est successivement ministre du Gouvernement local et des Communautés (2011-2013), ministre du Logement et de la Régénération (2013-2014) et enfin ministre des Ressources naturelles et de l'Alimentation (2014-2016) au sein du deuxième gouvernement de Carwyn Jones.
Réélu pour un quatrième mandat en 2016, Sargeant est nommé secrétaire de cabinet aux Communautés et à l'Enfance. Après l'incendie de la tour Grenfell, en 2017, il entre en contact avec les bailleurs sociaux gallois pour confirmer qu'aucun logement social n'est équipé du même bardage à l'origine du désastre de la tour Grenfell.

### Suspension et mort
Le 3 novembre 2017, Carl Sargeant est suspendu du Parti travailliste gallois et renvoyé du gouvernement à la suite d'accusations non spécifiées concernant son comportement. Ce renvoi s'inscrit dans une série de scandales concernant la classe politique britannique à l'automne de 2017, plusieurs députés et membres du gouvernement britanniques étant accusés de harcèlement sexuel et d'agressions sexuelles alors que le mouvement #MeToo encourage les femmes victimes à prendre la parole.
Sargeant n'est pas informé de la nature exacte des accusations portées à son encontre. Bouleversé par son renvoi, il est retrouvé mort à son domicile de Connah's Quay quatre jours plus tard. Le coroner chargé de l'enquête conclut à un suicide par pendaison. Ses obsèques ont lieu à l'église Saint-Marc de Connah's Quay (en) le 1er décembre en présence de plusieurs personnalités politiques de premier plan, dont le leader du Parti travailliste britannique Jeremy Corbyn.
Le Parti travailliste gallois et son leader Carwyn Jones en particulier sont critiqués pour la manière dont ils ont traité Sargeant. Quelques semaines après sa disparition, Jones annonce son intention de démissionner avant la fin de l'année 2018. Il déclare avoir connu une période particulièrement sombre à la suite de cet événement.
Le décès de Sargeant donne lieu à une élection partielle dans sa circonscription d'Alyn and Deeside. Son fils Jack est choisi comme candidat par le Parti travailliste et il remporte l'élection le 6 février 2018.

## Résultats électoraux
| Élection                                   | Circonscription  | Parti | Parti                      | Voix   | %    | Résultat |
| ------------------------------------------ | ---------------- | ----- | -------------------------- | ------ | ---- | -------- |
| Élections de l'Assemblée nationale de 2003 | Alyn and Deeside |       | Parti travailliste gallois | 7 036  | 46,7 | élu      |
| Élections législatives de 2007             | Alyn and Deeside |       | Parti travailliste gallois | 8 196  | 38,8 | élu      |
| Élections législatives de 2011             | Alyn and Deeside |       | Parti travailliste gallois | 11 978 | 52,6 | élu      |
| Élections législatives de 2016             | Alyn and Deeside |       | Parti travailliste gallois | 9 922  | 45,7 | élu      |